# Centre Songhaï
Pour les articles homonymes, voir Songhaï (homonymie).
Le centre agro-écologique de Songhaï ou centre Songhaï est un centre de formation et de production agricole, fondé en 1985, par le prêtre dominicain Godfrey Nzamujo, en compagnie d’un « groupe d’Africains et d’amis de l’Afrique », à Porto-Novo en République du Bénin.
Démarré sur une étendue de terre de 1 ha, le centre Songhaï de Porto-Novo, la « ferme mère », s'étend sur une étendue de 22 ha de terre en 2015.
À la suite de la création, en 1993, du réseau des fermiers Songhaï et de l’Association Songhaï – France à Lyon, un projet de réplication du modèle Songhaï dans une quinzaine de pays africains est lancé, avec le soutien du PNUD (Programme des Nations Unies pour le Développement). En 2008, le centre Songhaï est promu Centre d’Excellence régional pour l’Afrique par les Nations-Unies.

## Historique
Face aux images d'une Afrique dévastée par la famine et les guerres relayées par les médias internationaux au cours des années 1982 - 1983, Godfrey Nzamujo, prêtre dominicain et professeur d’université en électronique-informatique aux États-Unis, né au Nigéria, décida de revenir en Afrique pour y implanter, avec l'aide d'un groupe d’Africains et d’amis de l’Afrique, partageant la même vision que lui : Celle de redonner à l’Afrique, sa dignité, trop longtemps bafouée.
Pour Godfrey Nzamujo et son groupe d'amis, la croissance et le développement du continent passent par l’entrepreneuriat agricole. Au départ, personne ne croyait au projet. Après avoir parcouru plusieurs pays africain à la recherche d'un accueil pour l'implantation de son projet, Godfrey Nzamujo obtient en 1985, 1 ha de terre, par le gouvernement du président Mathieu Kérékou, à Ouando, près de Porto-Novo.
Le Centre Songhaï est ainsi créé en octobre 1985, empruntant son nom à l'Empire songhaï, puissant et florissant empire ouest-africain du XVe siècle, pour inspirer aux membres, la fierté et l’espoir pour une Afrique digne et prospère.

## Activités
Trente années après sa création, le Centre Songhaï s'étend sur plus de 22 ha. Il représente une vaste ferme de production bio, mettant en œuvre un modèle de fonctionnement intégré. Les principales activités menées dans ce modèle, répliqué dans d'autres localités du pays et certains pays africains, sont la production agricole et animale, la transformation agro-alimentaire et la formation,.

### Production

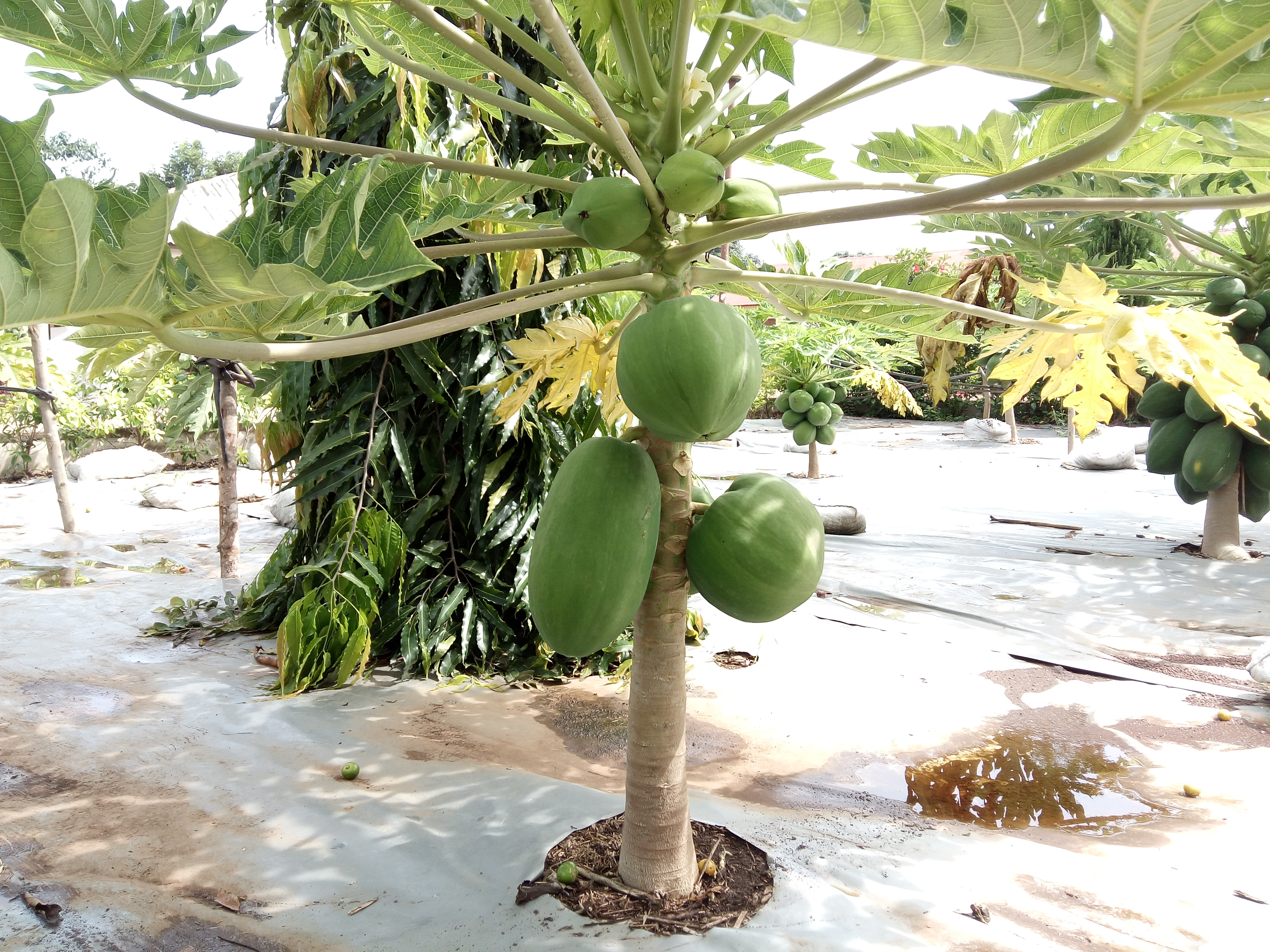
Carica papaya (papayer) red royal, au centre Songhaï de Kétou

Le modèle de ferme déployé au centre Songhaï fonctionne en totale autonomie. Il permet d'obtenir des rendements bien supérieurs à ceux atteints grâce aux engrais chimiques et aux pesticides. Les productions de la ferme proviennent de l'agriculture, de l'aviculture, de la pisciculture, et de la production d'engrais.

### Transformation
Des lignes de production permettent d'assurer la transformation sur site des produits issus des différentes cultures et élevages. Au nombre des productions de ces lignes, on peut citer : le riz décortiqué,  le jus de mangue, le concentré de tomates, les chips de plantain, etc.

### Formation
Depuis 1989, le Centre Songhaï recrute pour ses cursus de formation de fermier-entrepreneur, d'une durée de trente (30) mois, des stagiaires nationaux pour lesquels la formation est gratuite, et des stagiaires internationaux pour lesquels la formation est payante. Les formations dispensées permettent aux stagiaires de maîtriser les techniques de production développées à la ferme du centre, et d'acquérir des compétences en gestion de ferme.
Chaque année, 320 stagiaires sont recrutés, et 550 ressortissants africains accueillis pendant 3 à 6 mois pour des formations en gestion de ferme et en nouvelles techniques agricoles.

## Sites
Depuis l'implantation de sa première ferme à Ouando en 1985, le Centre Songhaï a déployé dans plusieurs autres localités du Bénin et dans d'autres pays africains, des modèles de sa ferme.

### Au Bénin
| Localité                     | Superficie | Année de création |
| ---------------------------- | ---------- | ----------------- |
| Porto-Novo (Ouando)          | 22 ha      | 1985              |
| Lokossa-Kinwedji (Sud Ouest) | 30 ha      | 1993              |
| Parakou                      | 214 ha     | 1999              |
| Savalou                      | 250 ha     | 1999              |
| Kétou                        | 107 ha     | 2012              |
| Zagnanado                    | 107 ha     | 2013              |

### Dans le monde
| Pays              | Ville       | État        | Superficie | Année |
| ----------------- | ----------- | ----------- | ---------- | ----- |
| Nigéria           | Amukpè      | Delta       | -          | 2002  |
| Nigéria           | Bunu Tai    | Rivers      | 310 ha     | 2010  |
| Nigéria           | Adani       | Enugu       | -          | 2010  |
| Nigéria           | Heneke      | Enugu       | -          | -     |
| Nigéria           | Avia        | Lagos       | 250 ha     | -     |
| Nigéria           | Dutsinma    | Katsina     | -          | -     |
| Nigéria           | Sabke       | Katsina     | 100 ha     | -     |
| Nigéria           | Mairuwa     | Katsina     | 200 ha     | -     |
| Nigéria           | Makera      | Katsina     | 150 ha     | -     |
| Nigéria           | Abi         | Cross River | 500 ha     | -     |
| Nigéria           | Abakaliki   | Ebonyi      | 100 ha     | -     |
| Nigéria           | Awka        | Anambra     | 5 ha       | -     |
| Libéria           | Bensonville | -           | 500 ha     | 2011  |
| Sierra Leone      | Newton      | -           | 150 ha     | 2011  |
| Congo-Brazzaville | Otsendé     | -           | -          | -     |
| Congo-Brazzaville | Loukavou    | -           | -          | -     |

## Galerie photos

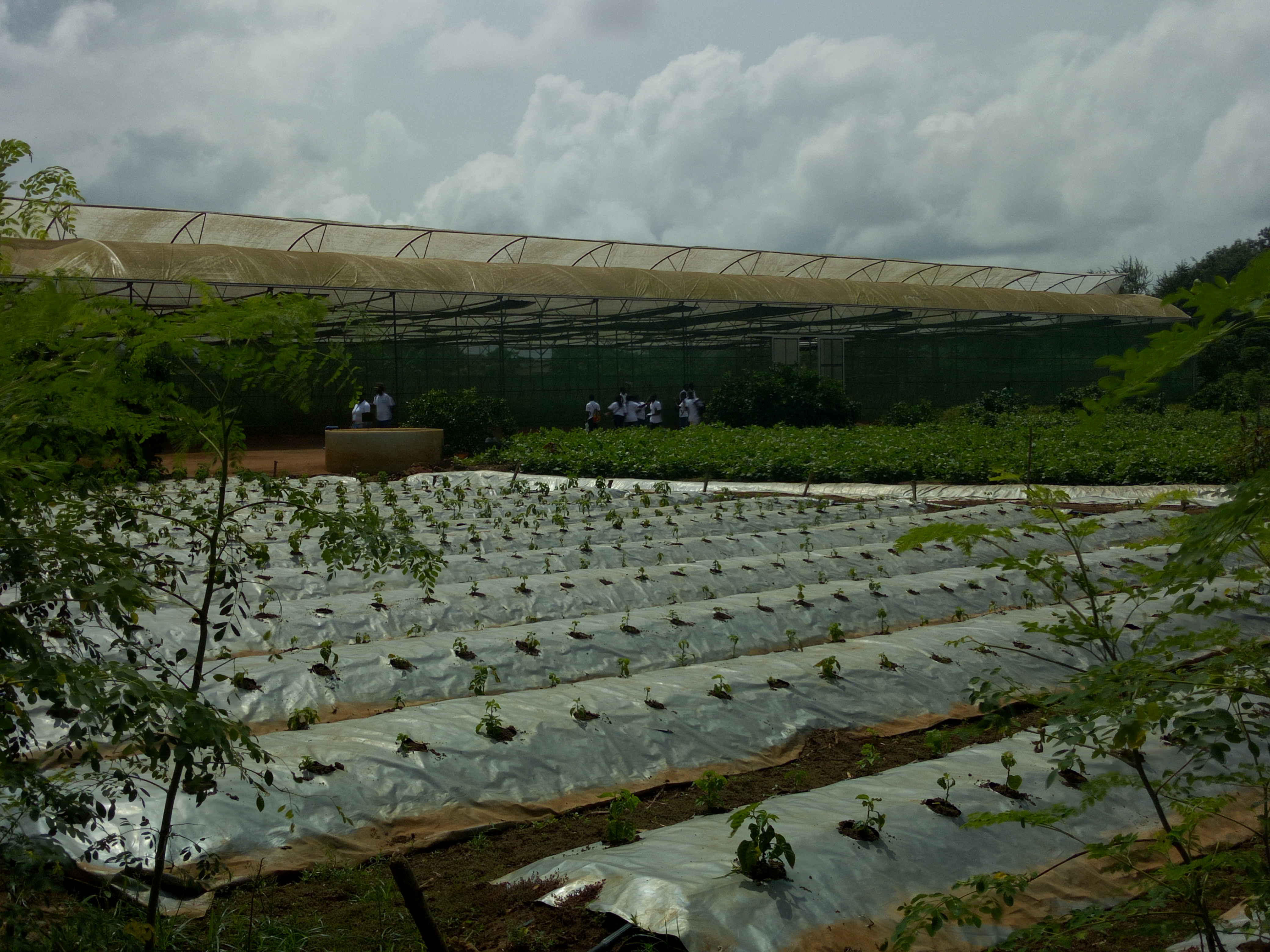
Technique de culture au centre Songhaï.
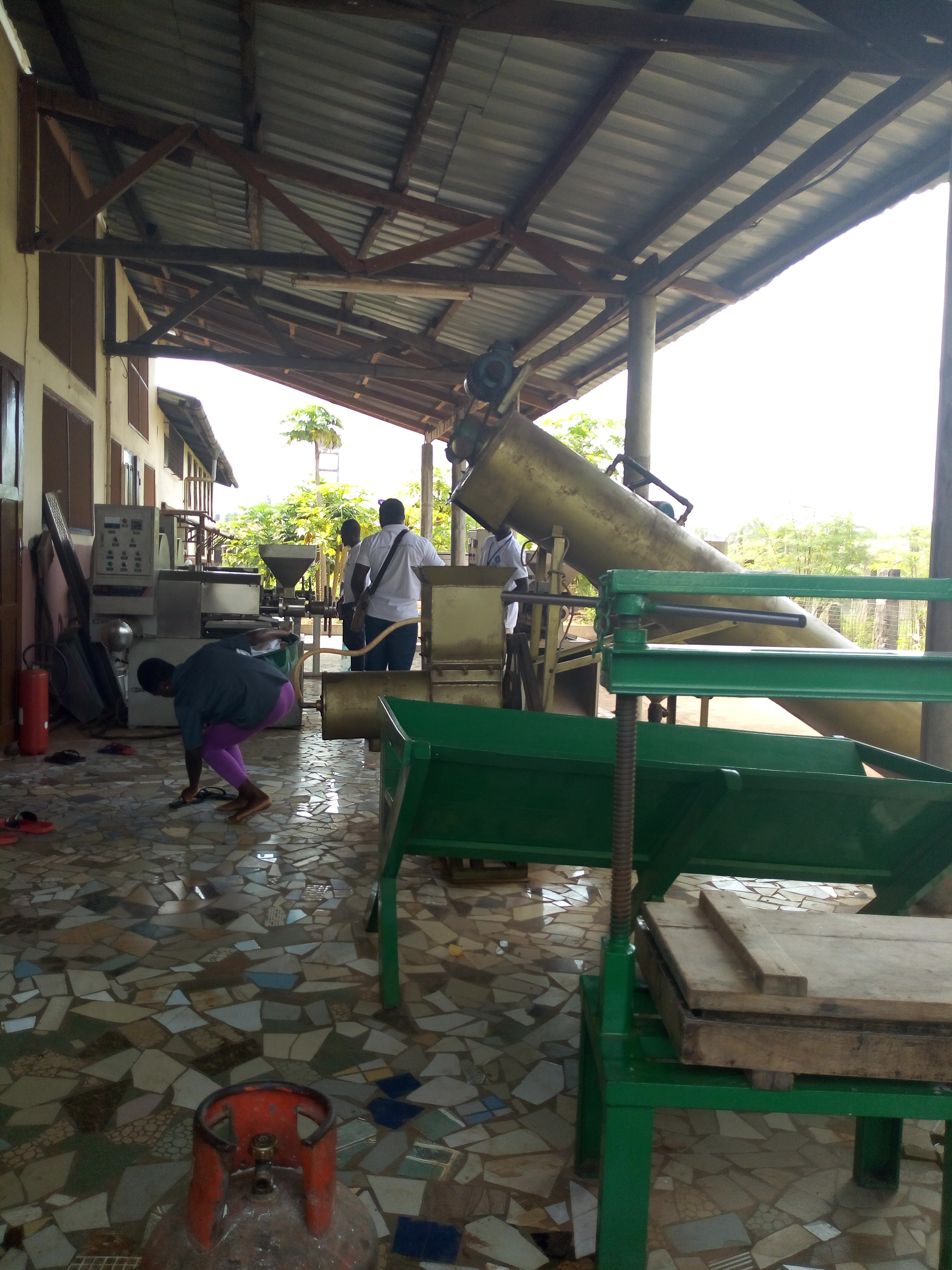
Appareils de transformation agricole au centre Songhaï.
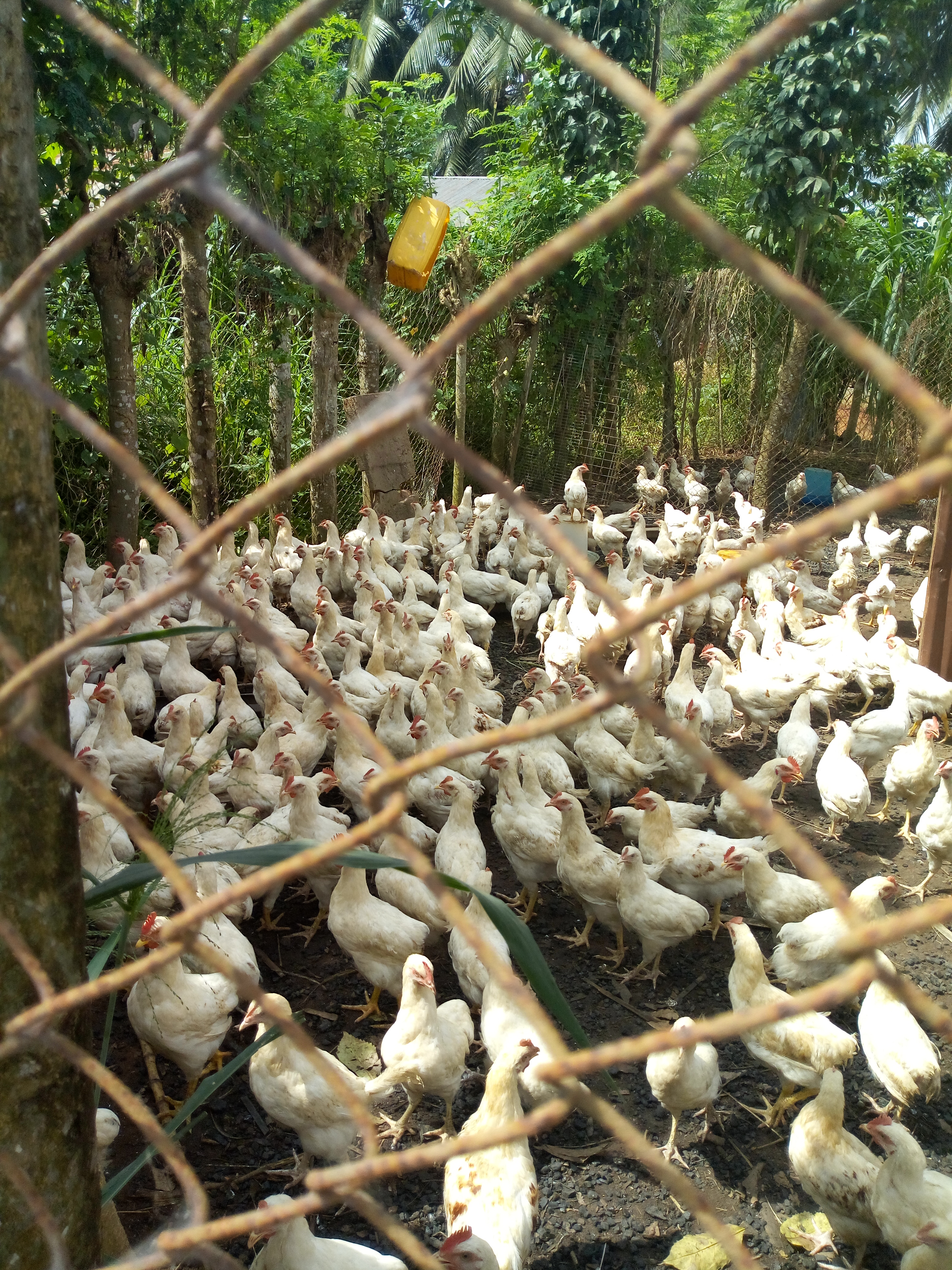
Élevage de poulets au centre Songhaï.
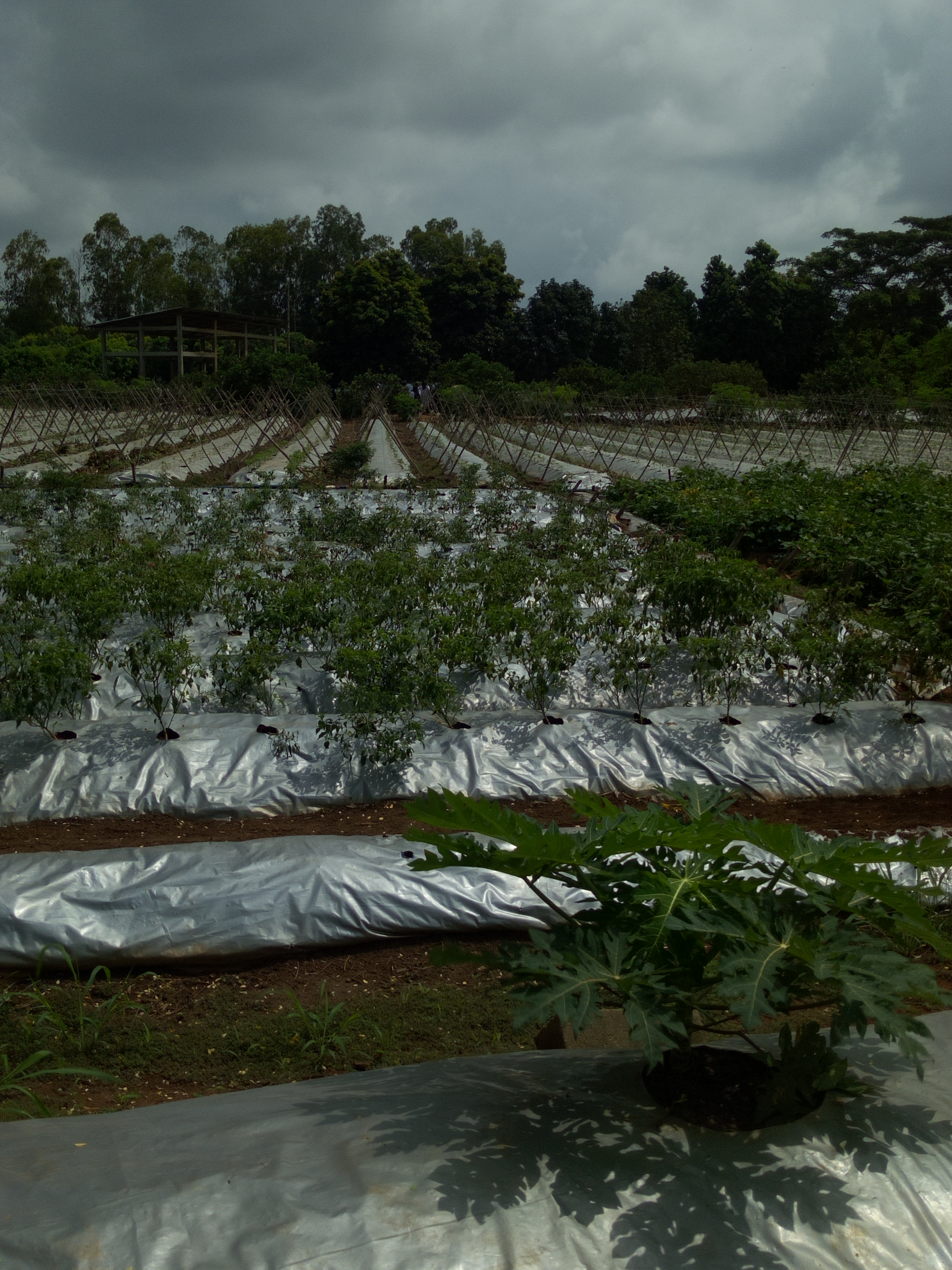
Technique de culture au centre Songhaï.
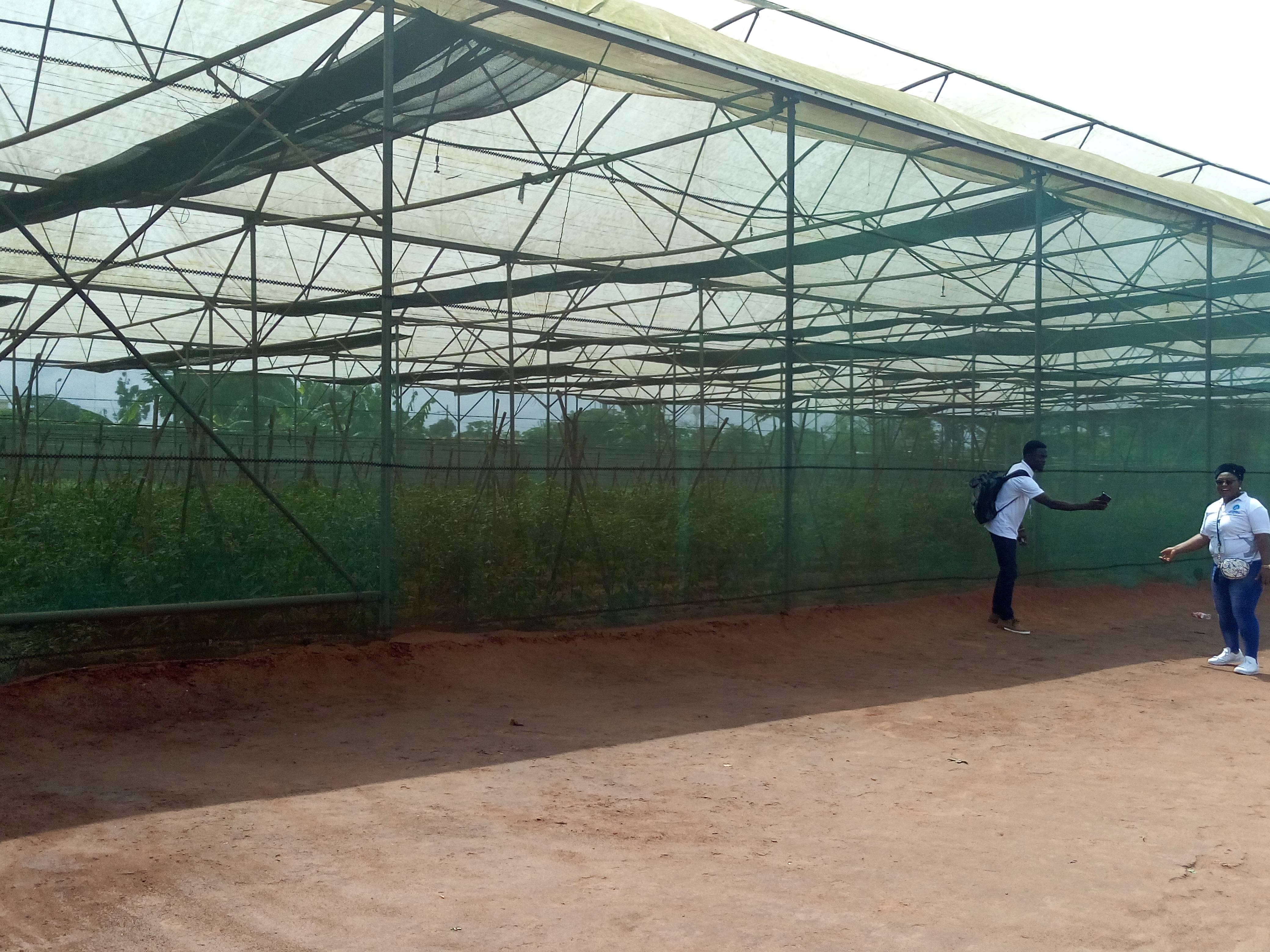
Culture sous serre au centre Songhaï.
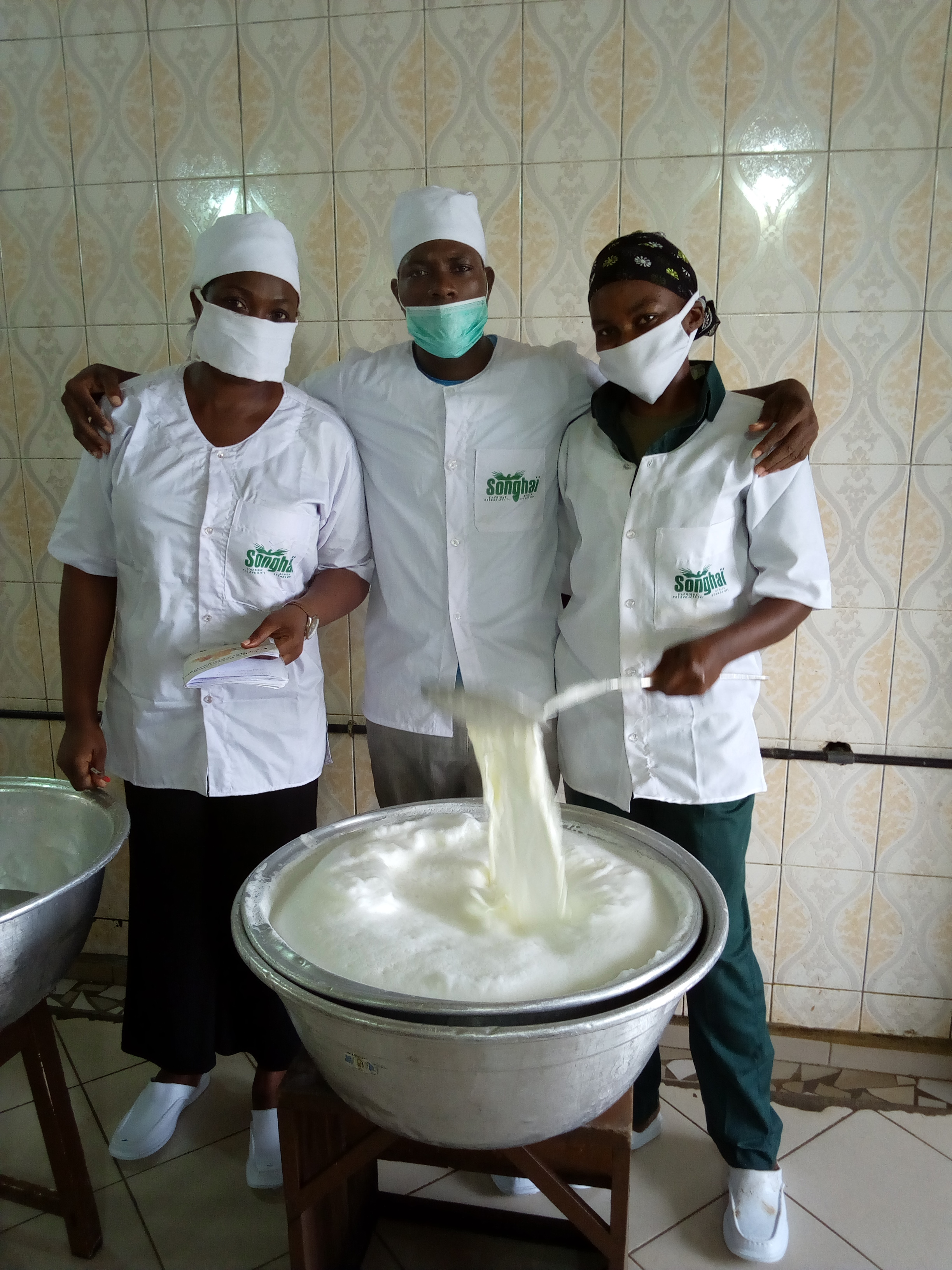
Stagiaires en tenue au centre Songhaï.